# Евтим Цветков
Евтим Цветков Евтимов е български партизанин.

## Биография
Роден е на 24 ноември 1915 година в търновското село Алеково. От 1938 година е член на РМС, а от 1941 и на БКП. Става партизанин през 1943 година, като се включва в Габровско-Севлиевския партизански отряд. На 2 октомври 1944 е определен за помощник-командир на пети пехотен дунавски полк.